# Il tuo ricordo
Il tuo ricordo è un singolo del cantante italiano Samuele Bersani, pubblicato il 22 gennaio 2021 come secondo estratto dall'album in studio Cinema Samuele.

## Video musicale
Il videoclip, diretto da Giacomo Triglia, è stato pubblicato in concomitanza del lancio del singolo sul canale YouTube del cantante. Il video vede la partecipazione degli attori Camilla Semino Favro e Francesco Castaldi.